# Ayatullah Durrani
Ayatullah Durrani (in urdu آیت اللہ درانی‎?; Distretto di Mastung, 1º gennaio 1956 – Quetta, 5 luglio 2020) è stato un politico pakistano.

## Biografia
Fu deputato all'Assemblea Nazionale del Pakistan dal 2008 per il Partito Popolare Pakistano e, dal 2013, ministro dell'Economia e delle Finanze.
Durrani è morto nel luglio 2020, per complicazioni da Covid-19. 